# Pleasantville (New Jersey)
Pleasantville város az USA New Jersey államában,  Atlantic megyében. Lakosainak száma 20 629 fő (2020. április 1.).

## Népesség
A település népességének változása:

| 2010 | 20 249 |
| 2020 | 20 629 |